# Serrat dels Lliris

El Serrat dels Lliris, respecte del terme de l'Estany

El Serrat dels Lliris és un serrat del terme municipal de l'Estany, a la comarca del Moianès.
Està situat en el sector nord-occidental del terme estanyenc, on s'estén d'oest a est. És la continuïtat cap a llevant de la Serra de l'Estany. És a la dreta de la part alta del torrent del Gomis i del torrent del Boledar, al sud de la masia del Castell i al nord de Montfred. En el seu extrem oriental, al Collet de les Llebres, enllaça amb el vessant nord del Puig de la Caritat.
Pel seu vessant meridional, i per l'extrem sud-occidental, discorre el Camí de Santa Maria d'Oló a l'Estany.